# Carl Pontén
Carl Otto Samuel Pontén, född 2 april 1861 i Strängnäs, död 4 november 1923 i Norrtälje, var en svensk läkare.
Pontén blev student vid Uppsala universitet 1880, medicine kandidat 1892 och medicine licentiat 1898. Han var t.f. lasarettsläkare i Norrtälje 1899–1905 och ordinarie lasarettsläkare där från 1905. Han var läkare vid kronohäktet i Norrtälje från 1914 samt läkare vid Stockholm-Roslagens Järnvägar och vid Norrtälje badanstalt. Han var ledamot av stadsfullmäktige i Norrtälje, ordförande i hälsovårdsnämnden och medverkade särskilt till lösande av stadens vattenledningsfråga.